# Volta Ciclista a Catalunya 1976
La Volta Ciclista a Catalunya 1976, cinquantaseiesima edizione della corsa, si svolse in sette tappe, la quarta e l'ultima suddivise in 2 semitappe, precedute da un prologo, dall'8 al 15 settembre 1976, per un percorso totale di 1233,1 km, con partenza da Amposta e arrivo a Sitges. La vittoria fu appannaggio dello spagnolo Enrique Martínez Heredia, che completò il percorso in 33h49'54", precedendo il belga Ronald De Witte e il connazionale Agustín Tamames. 
I corridori che partirono da Amposta furono 64, mentre coloro che tagliarono il medesimo traguardo furono 50.

## Tappe
| Tappa  | Data         | Percorso                                    | km     | Vincitore di tappa | Leader cl. generale      |
| ------ | ------------ | ------------------------------------------- | ------ | ------------------ | ------------------------ |
| Pr.    | 8 settembre  | Amposta > Amposta (cron. individuale)       | 4,7    | Roger De Vlaeminck | Roger De Vlaeminck       |
| 1ª     | 9 settembre  | Amposta > Almacelles                        | 204,0  | Marino Basso       | Roger De Vlaeminck       |
| 2ª     | 10 settembre | Almacelles > Sort                           | 192,0  | Roger De Vlaeminck | Roger De Vlaeminck       |
| 3ª     | 11 settembre | Oliana > Mollet del Vallès                  | 155,0  | Ronald De Witte    | Enrique Martínez Heredia |
| 4ª-1   | 12 settembre | Circuito de La Rambla (Barcellona)          | 41,4   | Roger De Vlaeminck | Enrique Martínez Heredia |
| 4ª-2   | 12 settembre | Mollet del Vallès > Manresa                 | 113,0  | Alfredo Chinetti   | Enrique Martínez Heredia |
| 5ª     | 13 settembre | Manresa > Alt del Mas Nou                   | 209,0  | José Enrique Cima  | Enrique Martínez Heredia |
| 6ª     | 14 settembre | Castell-Platja d'Aro > Turó de l'Home       | 150,0  | José Enrique Cima  | Enrique Martínez Heredia |
| 7ª-1   | 15 settembre | Sant Celoni > Argentona (cron. individuale) | 31,0   | Fausto Bertoglio   | Enrique Martínez Heredia |
| 7ª-2   | 15 settembre | Mataró > Sitges                             | 133,0  | Pierino Gavazzi    | Enrique Martínez Heredia |
| Totale | Totale       | Totale                                      | 1233,1 |                    |                          |

## Squadre e corridori partecipanti
| N.    | Cod. | Squadra        |
| ----- | ---- | -------------- |
| 1-8   | ---  | Jollj Ceramica |
| 11-18 | ---  | Super Ser      |
| 21-28 | ---  | Frisol-Gazelle |
| 31-38 | ---  | Teka           |

| N.    | Cod. | Squadra        |
| ----- | ---- | -------------- |
| 41-48 | ---  | Brooklyn       |
| 51-58 | ---  | KAS-Campagnolo |
| 61-68 | ---  | Furzi-Vibor    |
| 71-79 | ---  | Novostil       |

## Dettagli delle tappe

### Prologo
- 8 settembre: Amposta – Cronometro individuale – 4,7 km[1]

Risultati
| Pos. | Corridore          | Squadra   | Tempo |
| ---- | ------------------ | --------- | ----- |
| 1    | Roger De Vlaeminck | Brooklyn  | 6'13" |
| 2    | Javier Elorriaga   | Super Ser | a 3"  |
| 3    | José Pesarrodona   | KAS       | a 6"  |

| Pos. | Corridore          | Squadra   | Tempo |
| ---- | ------------------ | --------- | ----- |
| 1    | Roger De Vlaeminck | Brooklyn  | 6'13" |
| 2    | Javier Elorriaga   | Super Ser | a 3"  |
| 3    | José Pesarrodona   | KAS       | a 6"  |

### 1ª tappa
- 9 settembre: Amposta > Almacelles – 204,0 km[2]

Risultati
| Pos. | Corridore          | Squadra  | Tempo    |
| ---- | ------------------ | -------- | -------- |
| 1    | Marino Basso       | Furzi    | 5h36'10" |
| 2    | Roger De Vlaeminck | Brooklyn | s.t.     |
| 3    | Pierino Gavazzi    | Jollj C. | s.t.     |

| Pos. | Corridore          | Squadra   | Tempo    |
| ---- | ------------------ | --------- | -------- |
| 1    | Roger De Vlaeminck | Brooklyn  | 5h42'23" |
| 2    | Javier Elorriaga   | Super Ser | a 3"     |
| 3    | José Pesarrodona   | KAS       | a 6"     |

### 2ª tappa
- 10 settembre: Almacelles > Sort – 192,0 km[3]

Risultati
| Pos. | Corridore          | Squadra   | Tempo    |
| ---- | ------------------ | --------- | -------- |
| 1    | Roger De Vlaeminck | Brooklyn  | 5h33'53" |
| 2    | Domingo Perurena   | KAS       | s.t.     |
| 3    | Pedro Torres       | Super Ser | s.t.     |

| Pos. | Corridore          | Squadra   | Tempo     |
| ---- | ------------------ | --------- | --------- |
| 1    | Roger De Vlaeminck | Brooklyn  | 11h16'16" |
| 2    | José Enrique Cima  | Novostil  | a 11"     |
| 3    | Pedro Torres       | Super Ser | a 14"     |

### 3ª tappa
- 11 settembre: Oliana > Mollet del Vallès – 155,0 km[4]

Risultati
| Pos. | Corridore       | Squadra  | Tempo    |
| ---- | --------------- | -------- | -------- |
| 1    | Ronald De Witte | Brooklyn | 3h50'22" |
| 2    | Enrique Heredia | KAS      | s.t.     |
| 3    | Marino Basso    | Furzi    | a 3'20"  |

| Pos. | Corridore          | Squadra  | Tempo     |
| ---- | ------------------ | -------- | --------- |
| 1    | Enrique Heredia    | KAS      | 15h07'13" |
| 2    | Ronald De Witte    | Brooklyn | a 8"      |
| 3    | Roger De Vlaeminck | Brooklyn | a 2'45"   |

### 4ª tappa, 1ª semitappa
- 12 settembre: Circuito de La Rambla (Barcellona) – 41,4 km[5]

Risultati
| Pos. | Corridore          | Squadra   | Tempo  |
| ---- | ------------------ | --------- | ------ |
| 1    | Roger De Vlaeminck | Brooklyn  | 53'10" |
| 2    | Javier Elorriaga   | Super Ser | s.t.   |
| 3    | Marino Basso       | Furzi     | s.t.   |

### 4ª tappa, 2ª semitappa
- 12 settembre: Mollet del Vallès > Manresa – 113,0 km[6]

Risultati
| Pos. | Corridore          | Squadra  | Tempo    |
| ---- | ------------------ | -------- | -------- |
| 1    | Alfredo Chinetti   | Jollj C. | 2h55'28" |
| 2    | Fedor den Hertog   | Frisol   | s.t.     |
| 3    | Roger De Vlaeminck | Brooklyn | a 11"    |

| Pos. | Corridore          | Squadra  | Tempo     |
| ---- | ------------------ | -------- | --------- |
| 1    | Enrique Heredia    | KAS      | 18h56'02" |
| 2    | Ronald De Witte    | Brooklyn | a 8"      |
| 3    | Roger De Vlaeminck | Brooklyn | a 2'45"   |

### 5ª tappa
- 13 settembre: Manresa > Alt del Mas Nou – 209,0 km[7]

Risultati
| Pos. | Corridore         | Squadra   | Tempo    |
| ---- | ----------------- | --------- | -------- |
| 1    | José Enrique Cima | Novostil  | 6h13'50" |
| 2    | Agustín Tamames   | Super Ser | a 1"     |
| 3    | Fausto Bertoglio  | Jollj C.  | s.t.     |

| Pos. | Corridore         | Squadra  | Tempo     |
| ---- | ----------------- | -------- | --------- |
| 1    | Enrique Heredia   | KAS      | 25h10'59" |
| 2    | Ronald De Witte   | Brooklyn | a 8"      |
| 3    | José Enrique Cima | Novostil | a 2'29"   |

### 6ª tappa
- 14 settembre: Castell-Platja d'Aro > Turó de l'Home – 155,0 km[8]

Risultati
| Pos. | Corridore          | Squadra  | Tempo    |
| ---- | ------------------ | -------- | -------- |
| 1    | José Enrique Cima  | Novostil | 4h34'01" |
| 2    | Marcello Bergamo   | Jollj C. | s.t.     |
| 3    | Roger De Vlaeminck | Brooklyn | s.t.     |

| Pos. | Corridore         | Squadra  | Tempo     |
| ---- | ----------------- | -------- | --------- |
| 1    | Enrique Heredia   | KAS      | 29h44'20" |
| 2    | Ronald De Witte   | Brooklyn | a 1'34"   |
| 3    | José Enrique Cima | Novostil | a 2'29"   |

### 7ª tappa, 1ª semitappa
- 15 settembre: Sant Celoni > Argentona – Cronometro individuale – 31,0 km[9]

Risultati
| Pos. | Corridore        | Squadra   | Tempo  |
| ---- | ---------------- | --------- | ------ |
| 1    | Fausto Bertoglio | Jollj C.  | 43'06" |
| 2    | Enrique Heredia  | KAS       | a 42"  |
| 3    | Agustín Tamames  | Super Ser | a 49"  |

### 7ª tappa, 2ª semitappa
- 15 settembre: Mataró > Sitges – 133,0 km[10]

Risultati
| Pos. | Corridore          | Squadra  | Tempo    |
| ---- | ------------------ | -------- | -------- |
| 1    | Pierino Gavazzi    | Jollj C. | 3h21'46" |
| 2    | Marino Basso       | Furzi    | s.t.     |
| 3    | Roger De Vlaeminck | Brooklyn | s.t.     |

| Pos. | Corridore       | Squadra   | Tempo     |
| ---- | --------------- | --------- | --------- |
| 1    | Enrique Heredia | KAS       | 33h49'54" |
| 2    | Ronald De Witte | Brooklyn  | a 2'46"   |
| 3    | Agustín Tamames | Super Ser | a 3'03"   |

## Classifiche finali

### Classifica generale
| Pos. | Corridore                | Squadra        | Tempo     |
| ---- | ------------------------ | -------------- | --------- |
| 1    | Enrique Martínez Heredia | KAS-Campagnolo | 33h49'54" |
| 2    | Ronald De Witte          | Brooklyn       | a 2'46"   |
| 3    | Agustín Tamames          | Super Ser      | a 3'03"   |
| 4    | José Enrique Cima        | Novostil       | a 3'16"   |
| 5    | Roger De Vlaeminck       | Brooklyn       | a 3'24"   |
| 6    | Pedro Torres             | Super Ser      | a 3'58"   |
| 7    | Jørgen Marcussen         | Furzi-Vibor    | a 4'42"   |
| 8    | Domingo Perurena         | KAS-Campagnolo | a 4'56"   |
| 9    | Josef Fuchs              | Super Ser      | a 5'11"   |
| 10   | Antonio Martos           | KAS-Campagnolo | a 6'03"   |

### Classifica a punti
| Pos. | Corridore          | Squadra        | Punti |
| ---- | ------------------ | -------------- | ----- |
| 1    | Roger De Vlaeminck | Brooklyn       | 46    |
| 2    | Domingo Perurena   | KAS-Campagnolo | 34    |
| 3    | José Enrique Cima  | Novostil       | 29,5  |

### Classifica scalatori
| Pos. | Corridore         | Squadra        | Punti |
| ---- | ----------------- | -------------- | ----- |
| 1    | José Enrique Cima | Novostil       | 37    |
| 2    | Marcello Bergamo  | Jollj Ceramica | 34    |
| 3    | Domingo Perurena  | KAS-Campagnolo | 24    |

### Classifica sprint
| Pos. | Corridore        | Squadra        | Punti |
| ---- | ---------------- | -------------- | ----- |
| 1    | Andrés Oliva     | KAS-Campagnolo | 18    |
| 2    | Ventura Díaz     | Teka           | 13    |
| 3    | Domingo Perurena | KAS-Campagnolo | 10    |

### Classifica squadre
| Pos. | Squadra        | Tempo      |
| ---- | -------------- | ---------- |
| 1    | KAS-Campagnolo | 101h19'45" |
| 2    | Super Ser      | a 1'28"    |
| 3    | Brooklyn       | a 9'11"    |